# Aotus (primatas)
Aotus é o único gênero família de primatas aotidae, que pode ser chmada de nyctipithecidae.
- Commons
- Wikispecies